# آی‌ای‌آی گوست
آی‌ای‌آی گوست (به انگلیسی: IAI Ghost) یک هواگرد ساختِ کارخانهٔ صنایع هوافضای اسرائیل در کشور اسرائیل است.